# 휴닝카이
휴닝카이(영어: Kai Kamal Huening, 한국어: 카이 카말 휴닝, 2002년 8월 14일 ~ )는 대한민국의 보이 그룹 투모로우바이투게더의 멤버이자 막내이다. 아버지는 미국인이고 어머니는 한국인이다. 미국 하와이에서 태어나고 곧바로 중국 베이징으로 이사하여 약 7년 동안 살다가 2009년 만 7세 때부터 서울특별시에 정착하여 자랐다.

## 학력
- 서울안암초등학교 (졸업)
- 용문중학교 (졸업)
- 리라아트고등학교 (전학)
- 한림연예예술고등학교 실용무용과 (졸업)

## 음반 외 활동

### 예능
| 연도 | 방송사 | 프로그램                   | 방송일   | 비고             |
| ---- | ------ | -------------------------- | -------- | ---------------- |
| 2020 | SBS    | 런닝맨 (텔레비전 프로그램) | 12월 6일 | 연준과 동반 출연 |